# Ярчук, Артём Николаевич
Артём Николаевич Ярчук (3 мая 1990, Ярославль — 7 сентября 2011, Туношна, Ярославская область) — российский хоккеист, нападающий.

## Карьера
Воспитанник хоккейной школы ярославского «Локомотива». Первый тренер Борис Николаевич Пушкарев. С 2005 года начал выступать во втором составе команды.
В 2008 году был приглашён в молодёжную сборную России, юношей до 18 лет. В сборной завоевал бронзовые медали чемпионата мира.
По возвращении из сборной, продолжил выступать за второй состав «Локомотива» вплоть до сезона КХЛ 2010/11. До этого периода, для повышения игровой практики, был командирован в клубы Высшей хоккейной лиги: «Капитан» из города Ступино, «Рысь» из города Подольск и «Южный Урал» из города Орск.
В сезоне 2010/11 попал в заявку клуба Молодёжной хоккейной лиги «Локо» в котором стабильно выступал по настоящее время, чередуя игры за основной состав.
Дебютировал в КХЛ 11 сентября 2010 года, в выездном матче, против минского «Динамо». Всего за сезон провёл 17 матчей, не забил ни одного гола и не отдал ни одной передачи. В матчах плей-офф КХЛ 2011 не участвовал.
Погиб на 22-м году жизни вместе с командой «Локомотив» 7 сентября 2011 года при взлёте самолёта с ярославского аэропорта. Похоронен на Леонтьевском кладбище Ярославля.

## Достижения
- Бронзовый медалист юниорского чемпионата мира: 2008

## Статистика
| 2005-2006 | Локомотив-2 Ярославль | Первая лига | 1  | 0  | 0  | 0  | 0  | — | — | — | — | —  |
| 2006-2007 | Локомотив-2 Ярославль | Первая лига | 26 | 5  | 4  | 9  | 16 | — | — | — | — | —  |
| 2007-2008 | Локомотив-2 Ярославль | Первая лига | 31 | 16 | 12 | 28 | 40 | 8 | 3 | 0 | 3 | 6  |
| 2008-2009 | Локомотив-2 Ярославль | Первая лига | 31 | 12 | 13 | 25 | 22 | - | - | - | - | -  |
| 2008-2009 | Капитан Ступино       | ВХЛ         | 24 | 3  | 2  | 5  | 12 | 9 | 3 | 0 | 3 | 10 |
| 2009-2010 | Рысь Подольск         | ВХЛ         | 44 | 11 | 13 | 24 | 66 | — | — | — | — | —  |
| 2009-2010 | Южный Урал Орск       | ВХЛ         | 4  | 0  | 1  | 1  | 2  | 4 | 0 | 0 | 0 | 2  |
| 2010-2011 | Локомотив Ярославль   | КХЛ         | 17 | 0  | 0  | 0  | 4  | — | — | — | — | —  |
| 2010-2011 | Локо Ярославль        | МХЛ         | 20 | 13 | 3  | 16 | 38 | 3 | 0 | 0 | 0 | 2  |